# Сенниця (гміна)
Гміна Сенниця (пол. Gmina Siennica) — місько-сільська гміна у центральній Польщі. Належить до Мінського повіту Мазовецького воєводства.
Станом на 31 грудня 2011 у гміні проживало 7337 осіб.

## Площа
Згідно з даними за 2007 рік площа гміни становила 110.73 км², у тому числі:
- орні землі: 77.00%
- ліси: 15.00%

Таким чином, площа гміни становить 9.51% площі повіту.

## Населення
Станом на 31 грудня 2011:
| Опис     | Загалом | Загалом | Чоловіки | Чоловіки | Жінки | Жінки |
| -------- | ------- | ------- | -------- | -------- | ----- | ----- |
| одиниця  | осіб    | %       | осіб     | %        | осіб  | %     |
| все      | 7337    | 100     | 3646     | 49.69    | 3691  | 50.31 |
| міське   | 0       | 100     | 0        |          | 0     |       |
| сільське | 7337    | 100     | 3646     | 49.69    | 3691  | 50.31 |

## Сусідні гміни
Гміна Сенниця межує з такими гмінами: Колбель, Лятович, Мінськ-Мазовецький, Парисув, Пілява, Цеґлув.